# Mamberamolijsterdikkop
De mamberamolijsterdikkop (Colluricincla obscura) is een zangvogel uit de familie Pachycephalidae (dikkoppen en fluiters).

## Taxonomie
Deze soort was eerder een ondersoort van de arafuralijsterdikkop (C. megarhyncha). Moleculair genetisch onderzoek gepubliceerd in 2011 en 2018 leidde tot een andere indeling in soorten en ondersoorten.

## Verspreiding en leefgebied
Er zijn twee ondersoorten:
- C. o. obscura: Japen (Papoea)
- C. o. hybridus: in het noordwestelijk en het midden van west Nieuw-Guinea

Deze soort is endemisch op  Nieuw-Guinea. Het leefgebied bestaat uit regenwoud en montaan regenwoud.